# Super Bowl XLIX
El Super Bowl XLIX fue el partido final de la temporada 2014 de la NFL que disputaron los New England Patriots (campeones de la Conferencia Americana) y los Seattle Seahawks (campeones de la Conferencia Nacional). Este fue la edición número 49 del Super Bowl de fútbol americano, y el 45.º partido por el campeonato anual de la era moderna de la National Football League (NFL).
El partido se disputó el 1 de febrero de 2015 en el cual resultó ganador el equipo de los New England Patriots y se jugó en el University of Phoenix Stadium en Glendale, Arizona. El partido, que estuvo bastante igualado, se decidió en la última jugada cuando el jugador de los Patriots Malcom Butler intercepta el pase decisivo y acaba con las esperanzas de los Seahawks.

## Antecedentes

### Proceso de selección anfitriona
Plan piloto de Kansas City como ciudad anfitriona
Arrowhead Stadium fue originalmente seleccionado para el Super Bowl XLIX, pero agregar un techo retráctil en última instancia no se concretó.
Dueños de la NFL votaron inicialmente en noviembre de 2005 de adjudicación de un Super Bowl a Kansas City, Misuri, en honor del dueño de los Chiefs, Lamar Hunt, el fundador de la American Football League (AFL) en la década de 1960 que ayudó a diseñar el juego anual. El entonces comisionado de la NFL Paul Tagliabue anunció además el 5 de marzo de 2006, que Kansas City sería la sede del Super Bowl XLIX. Sin embargo, el juego estaba supeditada a la aprobación exitosa de dos impuestos sobre las ventas en el condado de Jackson, Misuri, el 4 de abril de 2006.
El primer impuesto para financiar mejoras en Arrowhead Stadium y vecinos estadios Kauffman pasado con la aprobación del 53 por ciento. Sin embargo, el segundo impuesto que habría permitido la construcción de un techo rodando entre los dos estadios se venció por escaso margen, con la aprobación del 48 por ciento. A raíz de la derrota, y la oposición de la Cámara de Comercio de Kansas City y varios grupos cívicos y empresariales, Hunt y los Chiefs anunciaron el 25 de mayo de 2006, que retiraban la solicitud para albergar el Super Bowl XLIX.
Proceso de Licitación
University of Phoenix Stadium en Glendale, Arizona, fue elegido para el Super Bowl XLIX.
Después de que el plan de Kansas City no se concretó, los siguientes presentaron sus ofertas para albergar el Super Bowl XLIX:
- Raymond James Stadium - Tampa, Florida[5]
- Sun Life Stadium - Miami Gardens, Florida[5]
- University of Phoenix Stadium - Glendale, Arizona[6]

Tampa y Miami, tanto presentaron ofertas después de perder la oferta Super Bowl XLVIII a MetLife Stadium en East Rutherford, Nueva Jersey. Arizona se había negado a presentar ofertas para el Super Bowl XLVIII, citando la economía, para centrarse en la licitación para el Super Bowl XLIX.
Vocero de la NFL Greg Aiello confirmó en abril de 2011 que Tampa y Arizona fueron seleccionados como finalistas. La liga anunció entonces el 11 de octubre de 2011, que la Universidad de Phoenix Stadium será sede del Super Bowl XLIX. Este será el segundo super Bowl disputado en University of Phoenix Stadium, sede del Super Bowl XLII en febrero de 2008, y el tercer super Bowl impugnada en el área de Phoenix, ya que se llevó a cabo el Super Bowl XXX en el Sun Devil Stadium en alrededores Tempe en enero de 1996.

### Equipos
New England Patriots
Los New England Patriots tuvieron un comienzo difícil para su temporada 2014, a partir de la temporada con un récord de 2-2 y golpear un punto bajo con un humillante 41-14 pérdida para los Kansas City Chiefs en la semana cuatro. En este punto, los Patriots enfrentado fuertes críticas en los medios de comunicación, especialmente el quarterback Tom Brady. El ex compañero de equipo de seguridad y Patriots Rodney Harrison declaró Brady "parecía muerto de miedo" en el bolsillo y "no tiene ninguna confianza en su ofensiva line". Sin embargo, Nueva Inglaterra se recuperó con una temporada de la NFL largo de siete victorias consecutivas, comenzando con una victoria dominando 43-17 sobre los Bengals de Cincinnati en la semana cinco, y llegó a perder solo dos más juegos para el resto de el año (el último de los cuales fue hecho mientras descansa los entrantes la semana final de la temporada), terminando la temporada con un récord de 12-4 y el número uno de la semilla en la AFC. Se terminó cuarto en la NFL en puntos (468 puntos) y octavo en puntos permitidos (313), y tenía la mayor diferencia de puntos en la NFL (con un margen promedio de victoria de 9,7 puntos). Los Patriots derrotaron a los Baltimore Ravens 35-31 en los playoffs de la AFC, y luego derrotaron a los Indianapolis Colts 45-7 en el Juego de Campeonato de la AFC.
Brady tuvo otra buena temporada en su decimocuarto año como titular del equipo, ganando su noveno Pro Bowl con 4,109 yardas por aire y 33 touchdowns, con sólo ocho intercepciones. Su blanco principal era ala cerrada de Pro Bowl, Rob Gronkowski, quien atrapó 82 pases para 1,124 yardas y 12 touchdowns, junto con el receptor abierto Brandon LaFell, quien atrapó 74 pases para 954 yardas y siete touchdowns. El receptor abierto Julian Edelman fue otro aspecto clave del juego aéreo, con 92 recepciones para 974 yardas y cuatro touchdowns, mientras que también corrió para 92 yardas y regresando 25 patadas de despeje para 299 yardas y un touchdown. El corredor Jonas Gray fue el líder corredor del equipo con 412 yardas y 4.6 yardas por acarreo promedio, mientras que Stevan Ridley añadió 340 yardas y Shane Vereen había 391. Vereen fue también un receptor pase fiable, que acarreaba en 52 recepciones para 447 yardas. En los equipos especiales, el pateador Stephen Gostkowski fue seleccionado para su tercer Pro Bowl y se convirtió en el tercer jugador en liderar la liga en anotar cuatro veces, convirtiendo 35 de 37 tiros de campo (94.6 por ciento) y acumular 156 puntos. Teamer Especial Mateo Slater también fue seleccionado al Pro Bowl por cuarta vez.
La línea defensiva Patriots fue dirigido por cinco veces seleccionado al Pro Bowl, tackle defensivo Vince Wilfork y el ala defensiva Rob Ninkovich, quien compiló ocho capturas. Detrás de ellos, el apoyador Jamie Collins lideró al equipo en tacleadas (116) y balones sueltos forzados (cuatro), mientras que también interceptando dos pases. El apoyador Dont'a Hightower fue también un gran contribuyente con 89 tacleadas y seis capturas. El secundario fue dirigido por el esquinero de Pro Bowl, Darrelle Revis, junto con Logan Ryan y seguridad Devin McCourty, cada uno de los cuales grabó dos intercepciones, mientras que Brandon Browner registró uno, y ha añadido una presencia física para la secundaria.
Seattle Seahawks
Aunque los Seahawks se clasificó para su segunda aparición consecutiva Super Bowl, también comenzaron la temporada poco a poco al igual que Nueva Inglaterra, forcejeo cerca del punto medio de la temporada con un récord de 3-3. Sin embargo, se fueron de allí a ganar nueve de sus 10 últimos partidos de la temporada regular, evitar que sus opositores de anotar cualquier touchdowns en cinco de ellos. En el momento en que terminó con un récord de 12-4 y entraron en los playoffs, que habían ganado la serie número uno, y no se permite ningún touchdowns en los 10 trimestres anteriores. Su defensa ocupó el primer lugar en la NFL en menor cantidad de puntos permitidos (254) y su ofensiva estaba atado al principio en yardas terrestres (2762). Los Seahawks derrotaron a los Carolina Panthers por 31-17 en los playoffs de la NFC, y luego derrotaron a los Packers de Green Bay 28-22 en el Juego de Campeonato de la NFC.
El mariscal de campo Russell Wilson estaba de nuevo en control de la ofensiva de Seattle, completando el 63,1 por ciento de sus pases para 3,475 yardas y 20 touchdowns, con siete intercepciones, mientras que también corrió para 849 yardas y seis touchdowns. Líder receptor del equipo fue Doug Baldwin, quien atrapó 66 pases para 825 yardas y tres touchdowns. Receptor Jermaine Kearse fue otro blanco confiable con 38 recepciones para 537 yardas, mientras que el ala cerrada Lucas Willson atrapó 22 pases para 362 yardas. El corredor Marshawn Lynch fue seleccionado para su cuarto Pro Bowl, ocupando el cuarto lugar en la NFL con 1,306 yardas por tierra y por primera vez en touchdowns por tierra con 13. También atrapó 37 pases para 364 yardas y cuatro touchdowns más. El corredor Robert Turbin aportó 310 yardas y 16 recepciones. En los equipos especiales, el pateador Steven Hauschka ocupó el cuarto lugar en la NFL con 134 puntos e hizo 31 de 37 tiros de campo (83.8 por ciento).
Michael Bennett anclada la línea defensiva de Seattle, llevando al equipo con siete capturas, mientras que su compañero Bruce Irvin ocupó el segundo lugar con 6.5 e interceptó dos pases, volviendo tanto para touchdowns. Detrás de ellos, los apoyadores KJ Wright y selección de Pro Bowl Bobby Wagner se combinaron para la asombrosa cifra de 211 tacleadas (107 para Wright, 104 de Wagner), mientras que Wright también forzó tres balones sueltos. Pero el aspecto más fuerte de defensa número uno clasificado del equipo era su secundaria. Conocida como la "Legión de Boom", enviaron a tres de sus cuatro titulares para el Pro Bowl por segundo año consecutivo: el esquinero Richard Sherman, profundo libre Earl Thomas, y el profundo fuerte Kam Canciller. Sherman dirigió el equipo con cuatro intercepciones, mientras que Thomas tuvo 97 tackles y forzó cuatro balones sueltos. Canciller tuvo 78 tacleadas y también grabó seis pases defendidos.

### Playoffs
Nueva Inglaterra se convirtió en el primer equipo de playoffs que superar dos déficit de 14 puntos ya que derrotó a los Baltimore Ravens 35-31, tirando por delante por primera vez en el juego de 23 yardas de touchdown de pase de Brady a LaFell con 5:13 en el tiempo regular. Entonces seguridad Duron Harmon helado el juego al interceptar un pase de Joe Flacco en la zona de anotación en la unidad resultante de Baltimore. Aunque Nueva Inglaterra solo tuvo 14 yardas por tierra, ficha playoffs franquicia 33 pases completos de Brady para 367 yardas y 3 touchdowns, junto con una puntuación por tierra, fueron capaces de compensar la diferencia.
Los Patriots tuvieron un tiempo mucho más fácil en el juego de Campeonato de la AFC contra los Colts de Indianápolis. Aunque el marcador seguía de cerca de 17-7 al final del semestre, Nueva Inglaterra dominó el juego en el segundo con touchdowns en sus primeras cuatro unidades. Brady tuvo otro gran juego, lanzando para 226 yardas y 3 touchdowns con 1 intercepción, mientras Blount corrió para 148 yardas y 3 anotaciones. La defensa de Nueva Inglaterra celebró Colts Andrew Luck, quien había lanzado para 4,761 yardas y 40 touchdowns durante la temporada, a sólo 12/23 terminaciones para 126 yardas. Al final de dos juegos de postemporada de Nueva Inglaterra, Brady estableció nuevos récords de la NFL para postemporada pasando yardas y touchdowns, mientras que el entrenador Bill Belichick estableció el récord de todos los tiempos de más victorias en playoffs.
Seattle comenzó su postemporada con una victoria por 31-17 sobre las Panteras de Carolina. El marcador era sólo 14-10 al final del primer tiempo, pero los Seahawks tomaron el control del juego en el segundo, al anotar 17 puntos sin respuesta. Después de un gol de campo de 25 yardas y el pase de touchdown de Russell Wilson a Lucas Willson, la canciller puso el juego por completo fuera del alcance al interceptar un pase de Cam Newton y devolviéndolo 90 yardas para un touchdown.
Ellos Seattle tuvo que montar una furiosa remontada para derrotar a su próximo rival, los Empacadores de Green Bay, ya que cayó detrás de 16-0 antes de 19 yardas de touchdown de pase de Jon Ryan Garry Gilliam en un gol de campo de falso en el tercer trimestre consiguieron su primera puntuación. Ellos todavía se encontraban detrás 19-7 con poco más de 5 minutos para el final, cuando Wilson lanzó su cuarta intercepción del día. Pero después de Green Bay se vio obligado a despejar, Wilson dirigió el equipo de 69 yardas para que el 19-14 puntuación en su carrera de touchdown de 1 yarda. Entonces receptor Chris Matthews recuperó una patada corta para Seattle, y tomaron su primera ventaja en una de 24 yardas de touchdown de carrera de Marshawn Lynch. Ahora, con la puntuación de 20-19, los Seahawks lograron subir en 3 puntos en una jugada de conversión de 2 puntos dramática en la que Wilson se vio obligado a correr todo el camino de regreso a la línea de 17 yardas cerca de la banda derecha antes de lanzar la pelota en el lado opuesto del campo, donde Luke Willson, que sólo había sido asignado como un bloqueador para el juego, atrapó el balón y se lo llevó a la zona final. Aunque Green Bay pateó un campo para enviar el partido a tiempo extra, el regreso de Seattle no pudo ser detenido. Después de ganar el sorteo, los Seahawks tomaron el balón y condujo 87 yardas para ganar el juego de 35 yardas de touchdown de pase de Wilson a Kearse, el envío de los Seahawks en el Super Bowl por segundo año consecutivo.

### Espectáculo de medio tiempo

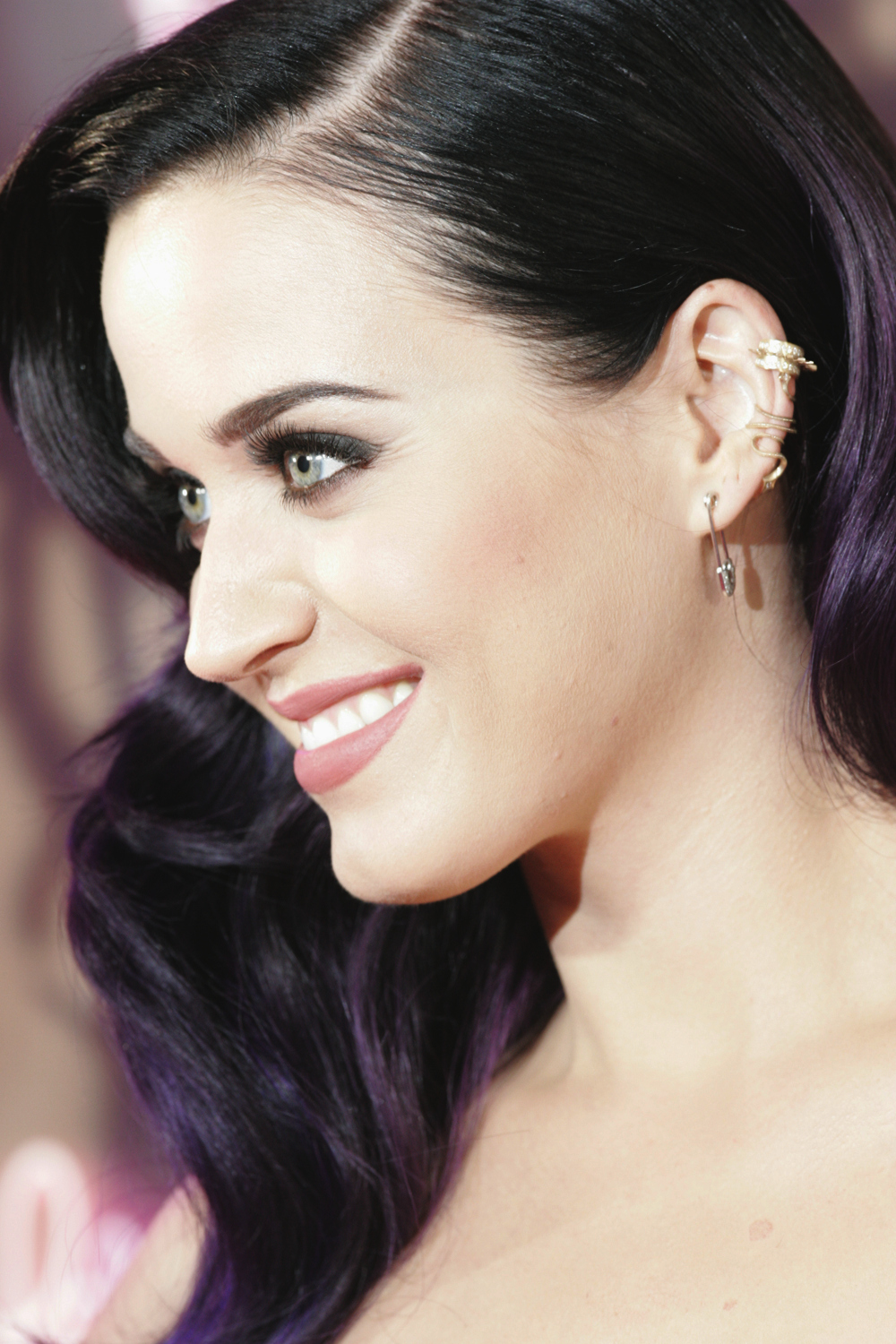
Katy Perry fue la artista principal del espectáculo de medio tiempo.